# Gian Giacomo de Médicis
Gian Giacomo Medici, marquis de Marignan, plus connu comme « le Medeghino » (Milan, 25 janvier 1498 – Milan, 8 novembre 1555), est un condottiere lombard. Bandit de grand chemin devenu mercenaire des ducs de Milan puis de Charles Quint, le produit de ses rapines permit à son frère de monter sur le trône papal sous le nom de Pie IV. On peut encore admirer, dans la cathédrale de Milan, le somptueux monument funéraire que ce dernier lui fit édifier.

## Biographie

### Origines familiales
Son père, Bernardino de' Medici, résidait dans un palais du quartier Nosigia à Milan, où il vivait comme un aristocrate, quoiqu'il ne fût pas véritablement d'extraction noble, mais plutôt collecteur d'impôts et prêteur sur gage, lié par là au service du duc. De condition modeste, il n'était aucunement apparenté aux Médicis, banquiers de Florence, ; mais lorsque son fils, Gian Giacomo, accèdera à la dignité de marquis, et sera au service des maîtres de Florence, il n'hésitera pas à se dire leur cousin.
Sa mère, Cecilia Serbelloni, appartenait à une famille qui, elle non plus, ne pouvait se dire « noble », mais qui pourtant évitait les professions infamantes (à la différence de celle du père), et même affectait les manières des gentilshommes. Le père de Cecilia, en particulier, était magistrat, et descendant d'une famille de notables.
À partir de 1516, avec le retour des Français à la tête du duché de Milan, Bernardino de'Medici, compromis avec le duc et fortement endetté (il avait, en tant que collecteur d'impôt, dû avancer de l'argent au duc), fut incarcéré par les gardes de Louis XII ; il mourut quelques jours après sa relaxe, sans avoir pu éteindre les dettes de sa famille.
Son fils Gian Giacomo fut surnommé le Medeghino, ce qu'on peut traduire par « petit Médicis », à cause de sa petite taille. Ce surnom passa à la postérité et fut même occasionnellement utilisé par l’intéressé lui-même.

### Les premiers combats

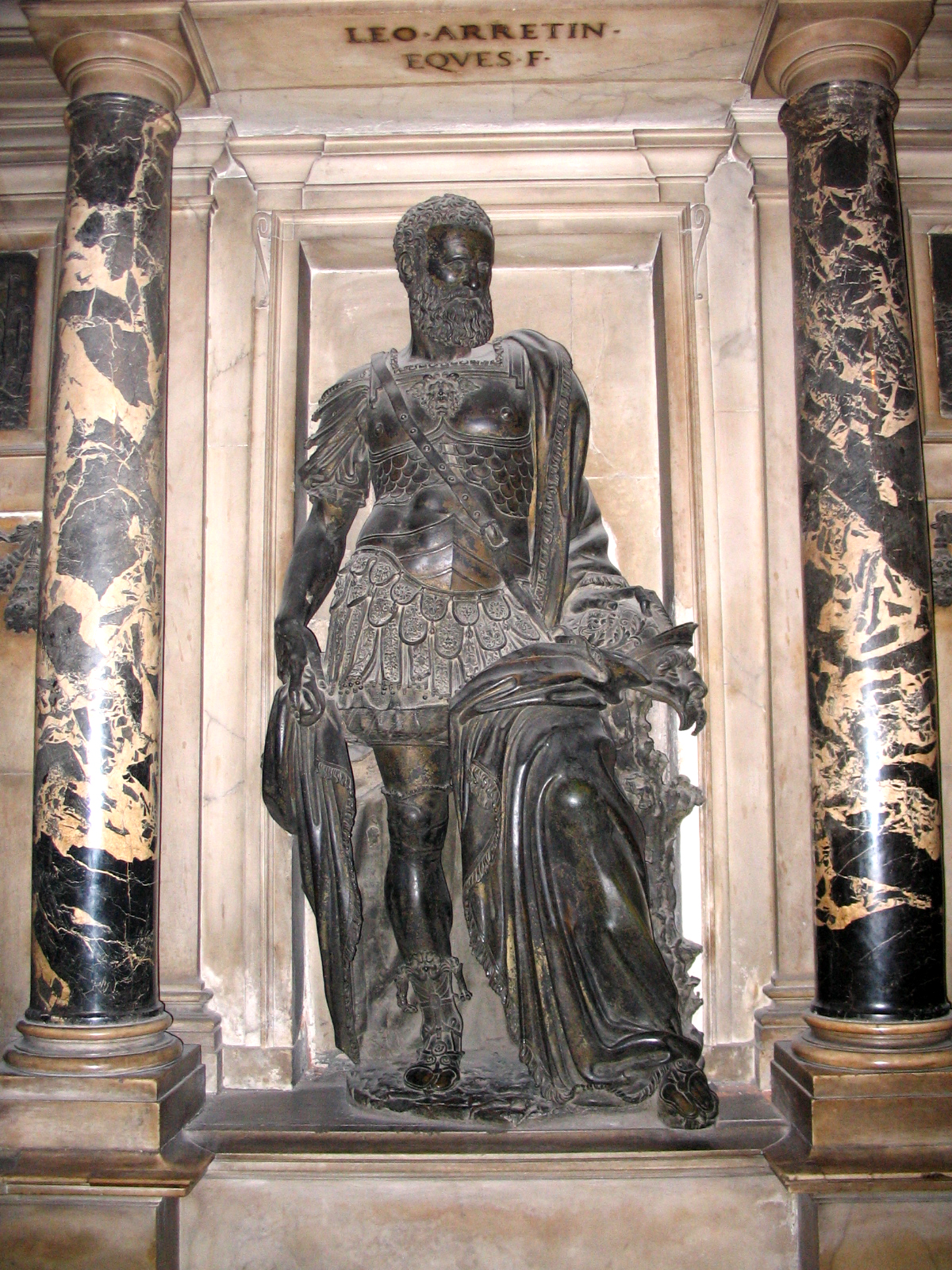
Le Medeghino.

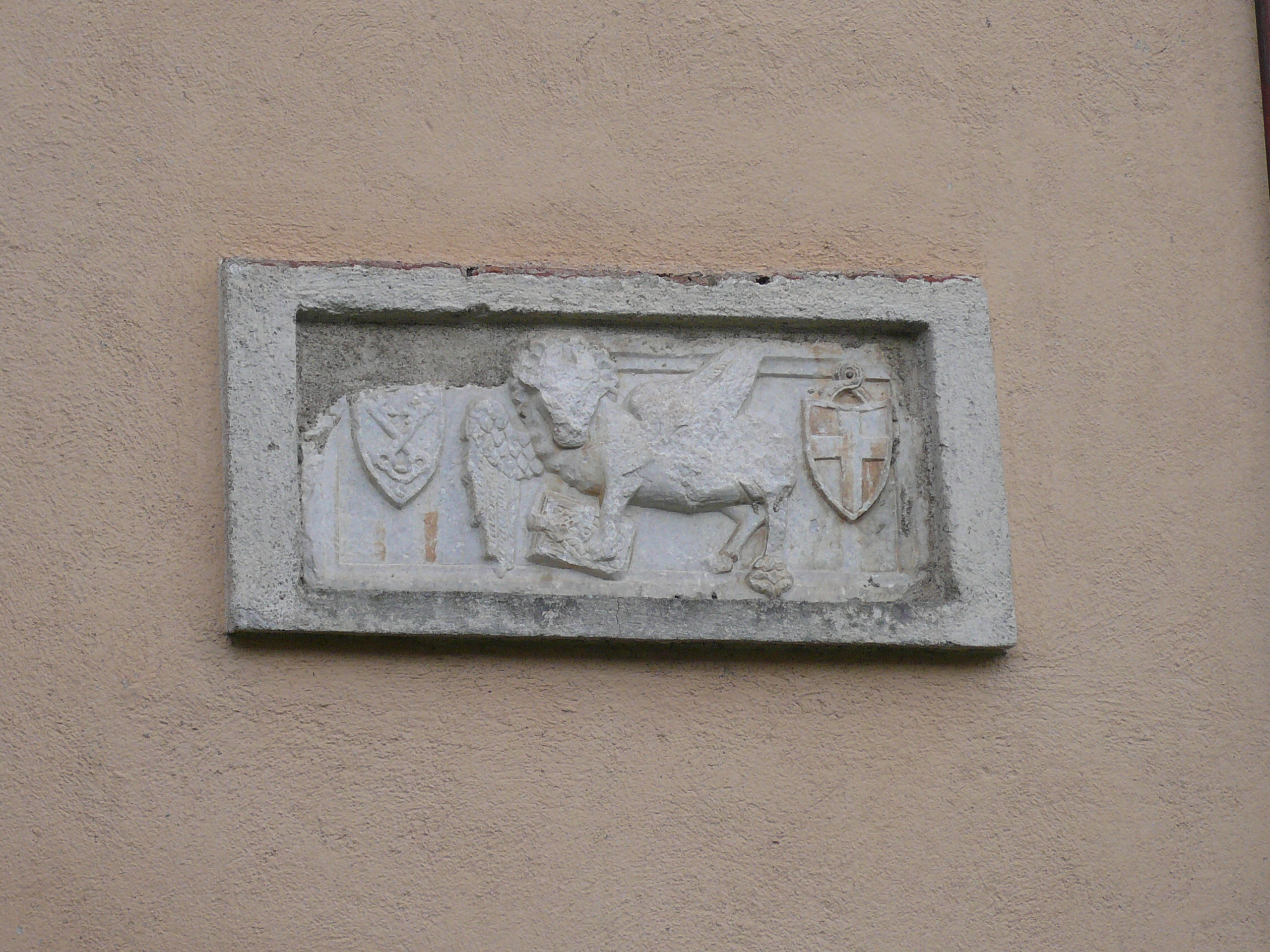
Bas-relief symbole de l'alliance de Gian Giacomo de Médicis seigneur de la Valsolda (1528-31) avec la république de Venise.

Le Medeghino se distingue très tôt des autres garçons par son caractère violent, colérique et rancunier. À peine âgé de seize ans, il rejoint une bande après avoir tué un autre jeune homme, Paolo Pagnano, avec qui il avait une querelle. Il est contraint de trouver refuge dans la région du lac de Côme, au château de Musso, dont il fera plus tard sa base d'opération.
Cette bande s'était formée alors que Louis XII régnait sur le duché de Milan ; le Medeghino avait grandi dans une famille qui, quoique roturière, pouvait se dire liée aux Sforza et aux Morone, ennemis des Français. Il est à supposer que le Medeghino profita de sa bande pour rejoindre les partisans gibelins, qui au cours de ces années désolaient le duché de Milan, s'attaquant par des actes de brigandages aux intérêts français et à ceux de leurs alliés guelfes.
Parmi les chefs du parti gibelin auxquels il s'est lié, on peut citer le clan des de' Matti (originaire des « trois pieve » dominant le Lac de Côme, dont même plusieurs membres ont été connétables d’infanterie) et Francesco Morone, dont il est pour une brève période le lieutenant.
Sa brutalité et son absence de scrupules lui permirent de se hisser au rang des protagonistes du jeu politico-militaire qui au XVIe siècle se jouait sur le théâtre d'opération italien : il se tailla un renom, une fortune et une place parmi les grands du XVIe siècle italien et européen, parvenant même à faire anoblir sa famille.
À ce propos, il est dit qu'il partit trouver refuge au Lac de Côme parce qu'il le regardait comme son repaire : et en effet certains détails, s'ils ne sont pas pure coïncidence, témoignent encore aujourd'hui que le marquis Giacomo di Medici était natif du Valsolda et qu'il possédait une maison à Porlezza. Dans l'église principale de Cima, qui dépendait alors de Porlezza, on peut voir une petite pierre presque effacée où l'on devine le lion de saint Marc, symbole de l'alliance entre Gian Giacomo de Médicis et la république de Venise.

### Homme de main des Sforza
C'est cette époque que traversa le Medeghino, prompt à saisir au vol chaque occasion de conquérir richesse et pouvoir. Il avait fait du lac de Côme, considéré à l'époque comme un nid de pirates, sa base d'opérations, et ce fut lui qui alla trouver Girolamo Morone, chancelier des Sforza. Ce dernier était un ami de longue date des Médicis de Nosigia, car dans les années précédant immédiatement les guerres d'Italie, les familles de Medici et de Morone étaient proches voisines.
Morone lui proposa d'aider les Sforza à récupérer le duché de Milan alors aux mains des Français.

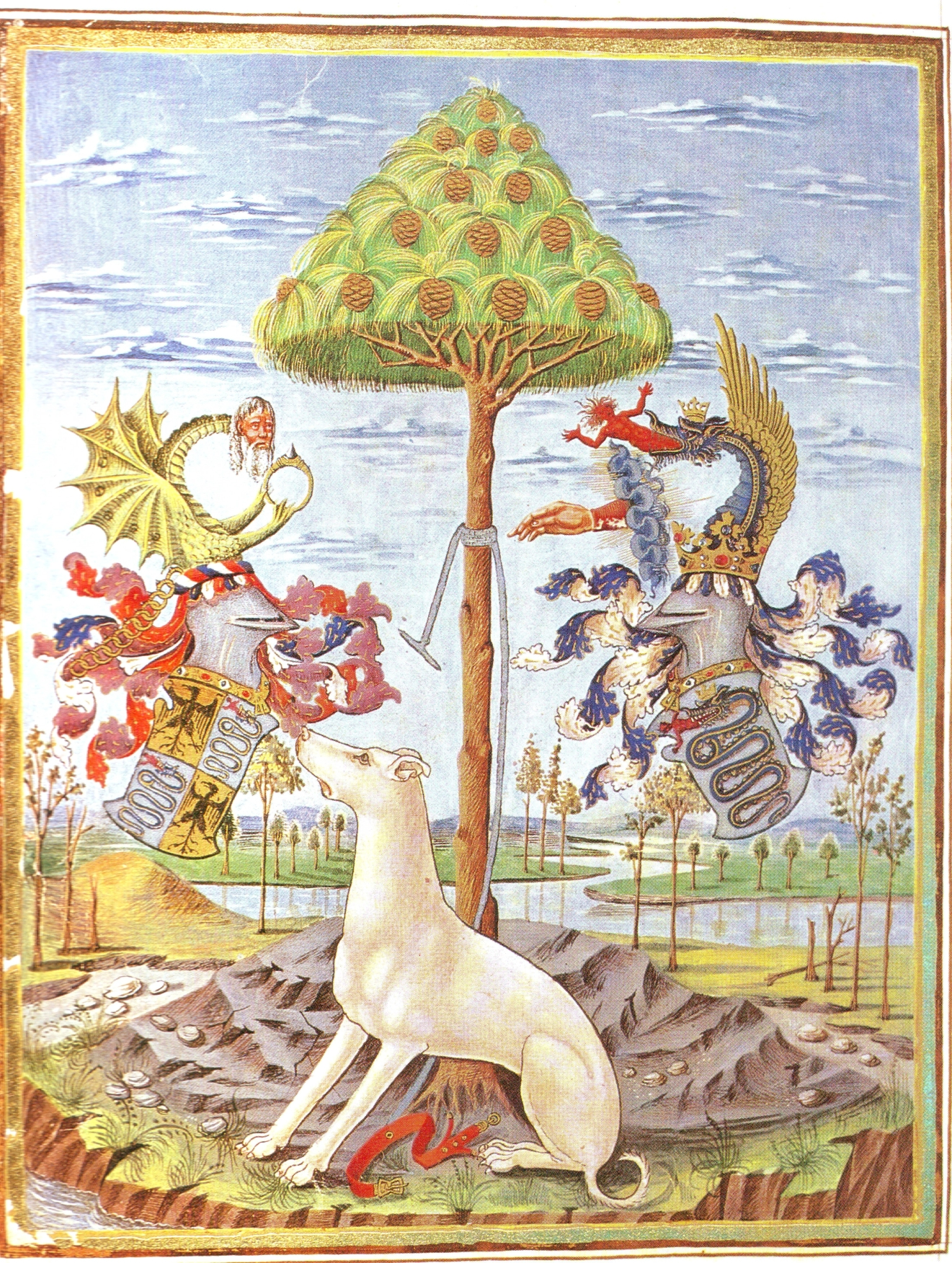
Allégorie des Sforza

Ces deux bandits, partisans devenus guerriers, s'allièrent ainsi à celui qui devait être le nouveau duc de Milan, François II Sforza, candidat de l'empereur Charles Quint. En 1522, Gian Giacomo participa (comme officier subordonné) au passage de l’Adda et même peut-être à la bataille de la Bicoque ; en outre il contribua aux campagnes de pacification contre les Guelfes et les Français qui occupaient encore les villages de Torno et de Lecco.
C'était pour lui le début d'une nouvelle vie et d'une véritable carrière militaire, ponctuée de succès qui lui allaient lui valoir pouvoir et prestige. Il devint pour commencer l'un des principaux garde du corps de Girolamo Morone, le nouvel homme fort et premier ministre du Duché. C'est peut-être sur son ordre qu'en juillet 1523, on assassina Hector Visconti, grand rival politique de Morone lui-même, important chef de parti qui avait soutenu alternativement les Français et les Sforza.
Hector Visconti était un parent, quoiqu'éloigné, de la maison ducale, un chef de parti prestigieux, et son assassinat nécessitait l'intervention d'un maître-espion. C'est pourquoi on envoya le Medeghino, assisté de deux complices (parents de l'entourage du Morone) depuis Milan. Il se cacha dans le « pays des trois pieve » (une région du lac de Côme qui à l'époque faisait partie des fiefs de la république des Trois cantons), car dans l'intervalle ses deux complices avaient été capturés, et l'un des deux fut pendu.

### Retraite au poste-frontière de Musso
Dès le XVIe siècle, il courut une légende, selon laquelle Morone aurait voulu se débarrasser du Medeghino parce qu’il en savait trop sur l’assassinat d’Hector Visconti. D'après cette légende, Sforza et son ministre Morone auraient ourdi contre lui un véritable complot.
Le Medeghino, juste après l’assassinat d’Hector Visconti, aurait été invité au château de Musso, à l’époque poste-frontière entre le duché de Milan et les Trois cantons, pour en devenir le châtelain et se tenir éloigné de Milan le temps que l’affaire se tasse. Gian Giacomo se serait effectivement rendu au château avec la lettre et les contreseings secrets pour la passation de pouvoir, mais accompagné d’un message scellé par lequel on ordonnait son assassinat. Le Medeghino aurait deviné la ruse, lu la missive sans en rompre le sceau et, d’accord avec son frère, le futur pape Pie IV, lui aurait substitué l’ordre de quitter sans retard le château.

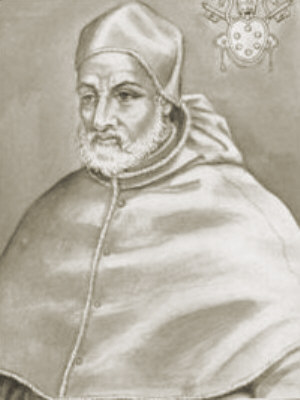
Le cardinal Giovanni Angelo de’Medici, futur pape Pie IV

En réalité, on ne voit pas bien dans cette histoire comment le Medeghino, à l’époque recherché à travers tout le duché de Milan, se serait risqué à devenir châtelain de Musso. Il faut remarquer en outre que ce château de Musso était une des meilleures fortifications du Duché, récemment restructurée et protégée par Jean-Jacques Trivulce, alors maréchal de France. En 1523, le château n’était plus occupé que par des mercenaires espagnols et allemands qui ne recevaient pas une solde très régulière : il n’est pas impensable que le Medeghino, avec un prêt de ses amis et des bandits repentis du Lario, ait soudoyé une garnison en mal d’un maître légitime.
Le château de Musso finit par jouir d’une sorte d'extra-territorialité : devenu le repaire d’une bande qui comprenait, outre son frère Giovanni Battista, les aventuriers Niccolò Pelliccione (alors capitaine et condottiere aux ordres du duc), Gasparino da Malgrate ainsi que de nombreux gentilshommes gibelins de Côme et du Lario chassés de Valteline (dont certains membres de la famille da Ponte), des mercenaires en mal de solde, enfin divers brigands. Ce ramassis de vaincus des guerres de clans, qui avaient ravagé le Lario par périodes depuis 1499, ne subsistait que par des actes de piraterie : extorsion de fonds, rapines, enlèvements, vols, sans préjudice des taxes et péages qu'ils ne manquaient pas de collecter.
Entre autres épisodes délictueux, Médici séquestra testiculis in vinculis Étienne de Birague, riche propriétaire guelfe qui avait refusé de lui verser une rançon de 1 600 écus, dans une grotte du Val San Martino : ce qui donne la mesure de notre personnage.
Musso, de fait, ne fut plus qu’une petite seigneurie famélique qui s’étendait sur la partie centrale et septentrionale du lac de Côme.
Enfin, de 1524 à 1525, le Duché de Milan fut de nouveau en guerre avec la France et ses alliés suisses et Grisons. Contre ces derniers, le Medeghino entreprit une guerre de frontière sans merci ; il s'empara par la ruse du donjon de Chiavenna et parvint à le conserver un certain temps. Dans le même temps, les parents d’Hector Visconti étaient mis en cause dans un complot visant à assassiner le duc et à remettre le Duché aux Français ; situation qui justifiait a posteriori l'assassinat d’Hector et le rendait moins répréhensible aux yeux de la cour. Les événements qui suivirent le réconcilièrent avec le prince Sforza, qui finalement lui confirma son titre de châtelain de Musso, lui confia les octrois et le contrôle des territoires de Porlezza et de la Valsassina, en plus de la surveillance de Chiavenna qu'il avait définitivement sous-traité aux Grisons. La guérilla que le Medeghino pratiquait contre les trois ligues grisonnes et leurs alliés suisses eut des conséquences stratégiques heureuses ; car les Grisons, pour défendre la Valteline, décidèrent de retirer leurs forces du siège de Pavie, laissant attaquer seul le roi François Ier, qui fut vaincu et capturé par les Impériaux.
Peu après, comme le Medeghino avait désobéi aux ordres de Sforza en libérant contre rançon des prisonniers et quelques émissaires grisons, Girolamo Morone fut accusé de trahison et d'intelligence avec les Français, et fut arrêté par les Impériaux. Le duc protesta de son innocence, et comme gage de bonne volonté ordonna à tous ses vassaux d'ouvrir leurs châteaux aux Espagnols, commandés par le général Antonio de Leyva au service de Charles Quint.
Tandis que le duc, craignant d'être arrêté par l'empereur, se retranchait dans le château des Sforza, tous ses barons suivirent ses ordres, sauf Médicis qui, non content d'agrandir le territoire sous son contrôle, commençait à s'en prendre aux Espagnols par des embuscades.

### Comte de Lecco et marquis de Musso
La technique militaire du Medeghino, qui connaissait à la perfection le pays, était faite d'attaques par surprise, d'embuscades et de retraites de parthe, une forme de guérilla avant la lettre, contre laquelle le marquis de Leyva était impuissant à lutter. Le Medeghino était même en mesure, en l’occurrence, de lever une grande armée composée pour moitié de mercenaires et pour moitié d'hommes entièrement dévoués à sa cause car réfugiés dans les territoires qu'il contrôlait. Cette armée affronta les Impériaux lors de la bataille de Carate (qui opposa de part et d'autre quelque 4 000 hommes), où il fut défait, et assiégé presque un an dans la ville de Lecco.

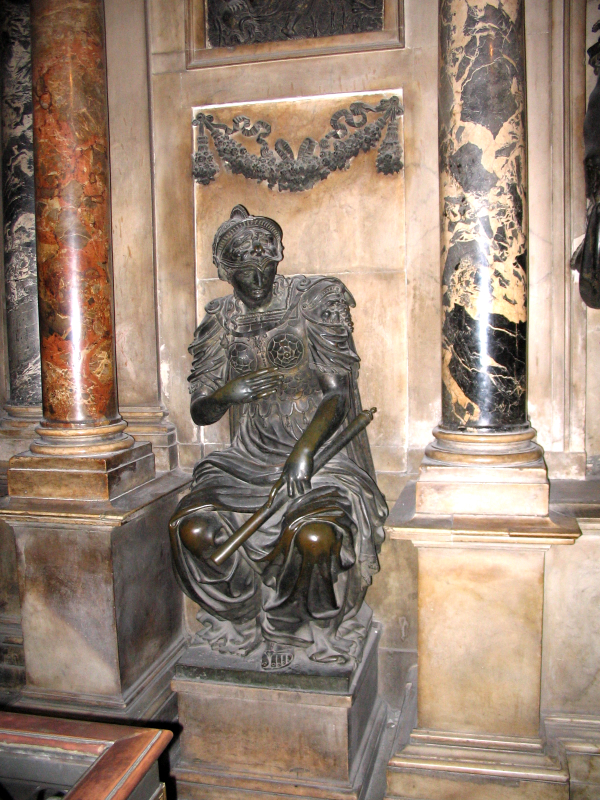
Allégorie des qualités du défunt : la Force...

En l'espace de quelques années, les cantons suisses, profitant de la guerre entre Impériaux et Français pour la conquête du Milanais, avaient occupé les terres lombardes de l'actuel canton du Tessin et les Trois ligues grisonnes et s'étaient emparées de Bormio, de la Valteline, de Val-chiavenna et du Haut Lario (« République des trois paroisses »). Il est très probable que Gian Giacomo Medici, suivant leur exemple, commença à envisager de prendre le contrôle de la région du Lario, étant donné l'extrême faiblesse du duc François II Sforza, dernier du nom. La fin des années 1520 fut marquée par une activité guerrière frénétique contre les Impériaux ; en  1525  Medici occupa les Trois Paroisses, Dongo, Gravedona et Sorico; puis il tenta successivement de conquérir la Valteline, occupa Delebio et Morbegno et par là provoqua l'intervention des Grisons, qui assiégèrent et prirent d'assaut le château de Chiavenna.
Il obtint en échange de la libération de la moitié des ambassadeurs grisons qu'il avait faits prisonniers une rançon de 11 000 ducats dont la moitié fut versée comptant ; avec cette somme, il répara les fortifications des Trois-Pieve, le donjon d’Olonio et le château de Musso. On a appelé cet épisode la guerre de Musso.
En 1526, comme il enrôlait des mercenaires suisses pour le compte de Venise et de la Papauté, il exigea pour cela  6 000 ducats plus le paiement des indemnités des prisonniers grisons libérés, mais entra en conflit avec ses clients pour les sommes toujours plus élevées, qu'on devait lui avancer, et aboutit à un compromis finalement très favorable, le paiement de 5 000 ducats.
Il poursuivait simultanément sa guérilla contre le marquis de Leyva, qui fut incapable de le soumettre, et dut se résoudre à obtenir par traité ce qu'il n'avait pu obtenir par les armes : il dut payer tribut au Medeghino, qui sortit du conflit moralement victorieux, outre son enrichissement et son aura guerrière intacte.
Pour prix de son retournement d'alliance au profit des Impériaux (traité de Pioltello, 1528) on lui concédait les titres de comte de Lecco et de marquis de Musso, ainsi que la reconnaissance de son autorité sur le lac de Côme. Il devenait ainsi un vassal de Charles Quint, sujet direct de l'Empereur et, enfin, le maître d'un État indépendant.

### Marquis de Marignan
Ce nouveau statut de mercenaire et d'allié de l'empereur lui donnait désormais une légitimité : il cessait d'être un aventurier et devenait un soldat régulièrement stipendié, ce qui ne l'empêchait nullement de poursuivre ses rapines, mais désormais contre Sforza et les Grisons, protecteurs de la Valteline, avec l'objectif d'agrandir son fief.

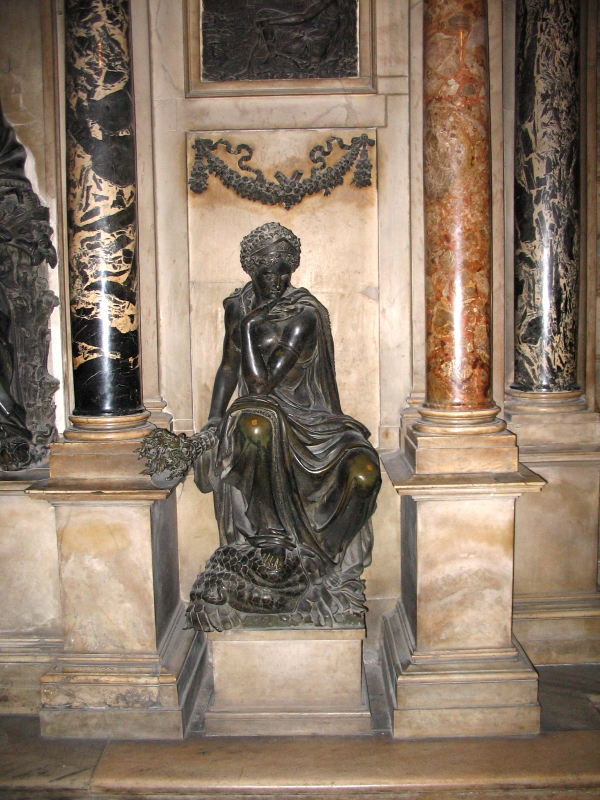
...et la Constance.

Mais bientôt, de nouvelles conditions politiques et un retournement d'alliance (le ralliement de Sforza à Charles Quint), entraînèrent son isolement politique. Au début, le Medeghino dut mener seul un combat très difficile contre des forces numériquement supérieures ; et malgré ses nombreuses victoires navales et terrestres, ses troupes finirent par être séparées et cernées dans Lecco et à Musso. Seulement les Suisses, après tant d'échecs, cherchaient la paix à tout prix. Alors son frère Giovanni Angelo Medici, le futur pape Pie IV, négocia une paix conclue le 1er mars 1532 : le Medeghino renonçait à Lecco et Musso contre une rançon de 35 000 écus, il troquait ses titres antérieurs pour celui (dépourvu de fief) de marquis de Marignan et obtenait l’amnistie pour tous ses hommes.
Le Medeghino était à présent un entrepreneur de guerre richissime et redoutable, à la fois haï et envié, et qui ne cherchait plus désormais qu'à troquer sa réputation de bandit de grand chemin pour celle de soldat courageux, parfois téméraire, toujours féroce mais admirable sur le plan technique.
Il sut conserver la confiance de Charles Quint même dans les situations difficiles, comme lorsque le monarque fut victime d'un attentat dans son propre camp.
Il s'illustra au siège de Gand, en Hongrie et à Prague, accumulant par ses butins toujours plus de richesse, et s'imposant aux grands de l'époque. Partout, ses actions militaires se démarquaient par leur audace et le mépris du danger, la ténacité et même une certaine férocité, qui se manifestera plus tard encore à la bataille de Scannagallo contre Sienne.

### Mariage
En 1545, par l’entremise du pape Paul III et celle de son frère le cardinal Giovanni Angelo, il épousa Marzia Orsini, veuve de Livio Attilio d’Alviano, seigneur de Pordenone, et fille de Ludovico Orsini comte de Pitigliano.
Ce fut un mariage fastueux comme il convenait à un Grand de l'Empire, quoique marqué par la frugalité de ses traditions familiales.
Son mariage, reflet de son nouveau statut, le porta de plein titre dans la haute aristocratie italienne. Le Medeghino, comme on continua d'appeler Gian Giacomo Medici, devint veuf en 1548. Son ascension sociale, inexorablement poursuivie et conquise, culmina le 24 décembre 1559 avec l’élévation de son frère Giovanni Angelo au trône pontifical sous le nom de Pie IV.

### Au service des Habsbourg
Son activité militaire ne fut nullement apaisée par son mariage, qui ne fut qu'une brève parenthèse : il continua à combattre au service de Charles Quint.
En 1546 il est en Allemagne avec Charles Quint contre les protestants commandés par le landgrave Philippe Ier de Hesse et le duc de Saxe Jean-Frédéric. À Ratisbonne il sauve la vie de l'empereur par un mouvement de cavalerie rapide et héroïque, qui lui gagne immédiatement la faveur du souverain Habsbourg : il reçoit le titre de gouverneur de Bohême. En 1547 à Prague il réprime une rébellion de soldats allemands et inflige des châtiments exemplaires. En 1551, sous les ordres de Ferdinand de Gonzague, il s'illustre en Émilie contre Horace Farnèse, et en 1552 dans le Piémont contre les Français. En 1553 il remplace Ferdinand de Gonzague, disgracié, au poste de général.
Le Medeghino était désormais au sommet de sa carrière militaire, admiré et craint pour la brutalité de son comportement.

### La chute de Sienne: la bataille de Scannagallo

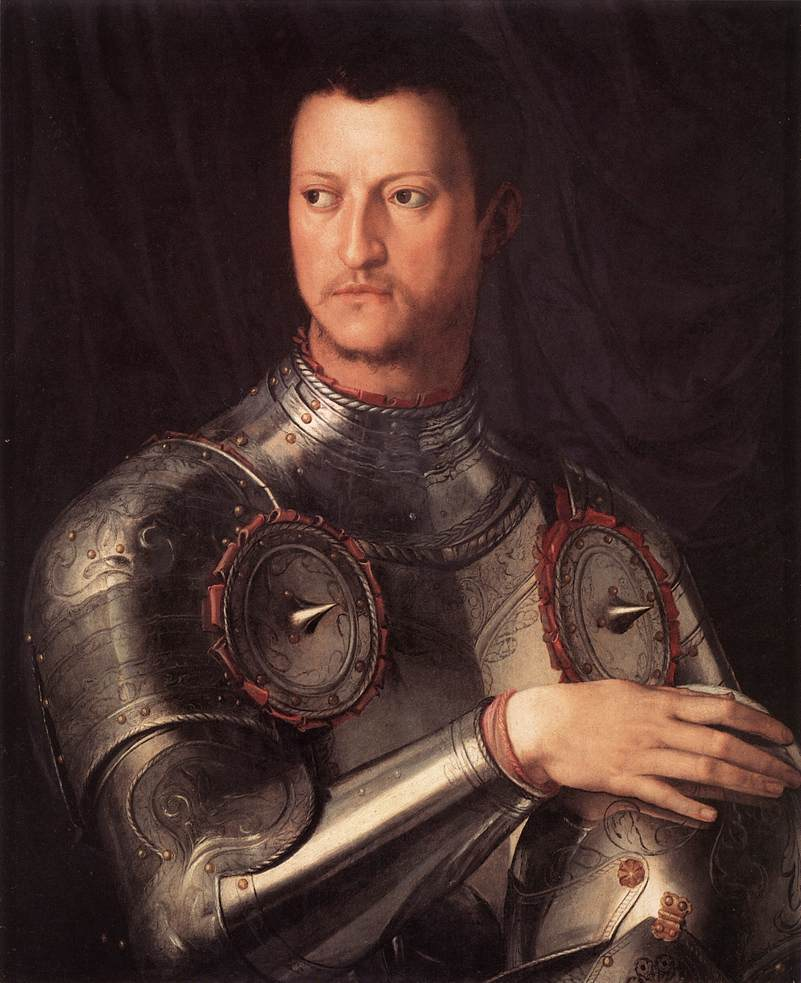
Cosme Ier de Médicis.

Lors de la campagne contre la république de Sienne, il déploya de nouveau ses capacités techniques et sa détermination, mais manifesta aussi son comportement bestial : ni l'âge, ni la gloire n'avaient entamé sa férocité.
Les protagonistes de cette campagne étaient, d'une part, Piero Strozzi, capitaine florentin en fuite, appuyé par l'armée française pour la défense de Sienne, et de l'autre le Medeghino, commandant les troupes impériales de Charles Quint, qui à la demande de Cosme Ier de Médicis voulait contrôler Sienne pour sa position stratégique en Italie centrale.
La partie était inégale : Sienne, réduite aux menées diplomatiques de Pandolfo Petrucci, n'avait à sa mort, le 21 mai 1512, pas trouvé d'intercesseur assez habile pour lui permettre de préserver son indépendance. Elle s'était d'ailleurs abstenue, par une vieille rivalité, de toute aide avec Florence lors du siège meurtrier de 1534-1535, et se trouvait à présent dans la position du pot de terre contre le pot de fer, destinée à succomber seule sous les coups des nouvelles puissances européennes, au destin commun à toutes les cités-états de la Péninsule, incapables de s'opposer à la réalité politique des états nationaux et de l'empire, qui fondaient sur l'Italie pour s'en disputer les dépouilles.
Dans les premiers mois de 1554 le Medeghino occupa divers châteaux et villages des environs de Sienne, comme Sinalunga, Castellina in Chianti, Torrita di Siena, et fit pendre ceux des défenseurs qui s'étaient particulièrement distingués, pour servir d'exemple aux villages voisins qui résistaient encore : ce fut une floraison de gibets. Il s'empara par la ruse de Monteriggioni (mais selon certaines sources, il aurait simplement acheté le capitaine de la place, Giovanni Zeti).

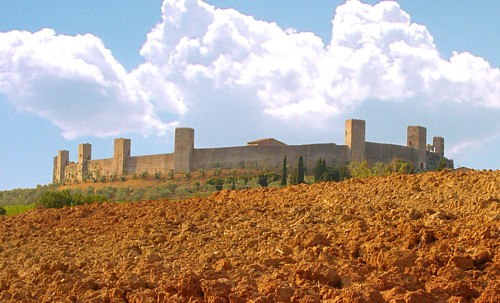
Monteriggioni.

L'épisode décisif de cette campagne, ponctuée d'escarmouches sanguinaires, survint le 2 août 1554 dans le vallon de Scannagallo près de Lucignano.
Sur les flancs du vallon, le commandant siennois Strozzi avait déployé 15 000 soldats italiens, siennois et français renforcés de lansquenets et de mercenaires grisons et 1 200 cavaliers ; en face, éparses, les troupes du Medeghino, formées essentiellement d'Allemands, d'Espagnols et d'Italiens, étaient d'une force comparable. Le choc, très violent, fut suivi d'une mêlée de deux heures et tourna au désastre pour les Siennois, entre autres à la suite de la trahison d'un chevalier français qui, prenant la fuite avec une grande quantité d'or, jeta la confusion dans les rangs des Républicains.
Sienne laissa plus de 4 000 morts sur le terrain, contre 200 morts côté impérial : Strozzi lui-même, blessé au genou par une arquebusade dut s'enfuir pour éviter d'être capturé. Un grand nombre de prisonniers, chariots et armes prirent la direction de Florence.
Le Medeghino paracheva la victoire par la conquête de quelques châteaux alentour, puis mit le siège devant Sienne en exerçant une répression implacable contre tous ceux qui essayaient d'aider les assiégés. Là, Medici « ...ritrovò il suo spietato spirito sanguinario » : outre qu'il sema la terreur en ravageant les campagnes environnantes par une politique de terre brûlée, il coupa toute aide extérieure aux assiégés sans même distinguer entre civils et combattants. Dans ces circonstances il montra une cruauté particulière en achevant de ses propres mains, avec une hache sur laquelle il s'appuyait pour marcher, les malchanceux qui tombaient entre ses mains. Enfin au mois de janvier 1555 bombarda la cité avec ses propres bouches à feu. Le 17 avril 1555 Sienne tombait définitivement, passant sous la domination de Cosme de Medicis et la sphère d'influence de Charles Quint.
Sienne quitta le devant de la scène historique, sur laquelle elle s'était hissée à la fin du XIIe siècle, laissant comme témoignage de son âge d'or des œuvres d'art d'une beauté universelle : sa cathédrale et les vestiges gigantesques de son apothéose manquée. Ils laissent deviner rétrospectivement la puissance, la soif d'entreprendre et la force politico-diplomatique d'une cité qui était parvenue à devenir maîtresse de son propre destin sur la scène géopolitique italienne.

### Épilogue
Sienne fut la dernière campagne militaire importante du Medeghino ; après tant d'horreurs commises et d'admiration suscitée auprès de ses contemporains, elle acheva d'asseoir sa réputation et sa richesse. Il ne devait pourtant pas en recueillir les fruits pour lui-même : le 9 novembre 1555, il mourut prématurément dans son palais de Milan d'une rétention urinaire.
Ses restes reposent dans la chapelle de l'Assomption-et-de-Saint-Jacques de la cathédrale de Milan, sous un monument de marbre, œuvre de Leone Leoni, sculpté d'après un dessin de Michel-Ange, sur commande de son frère, le pape Pie IV.

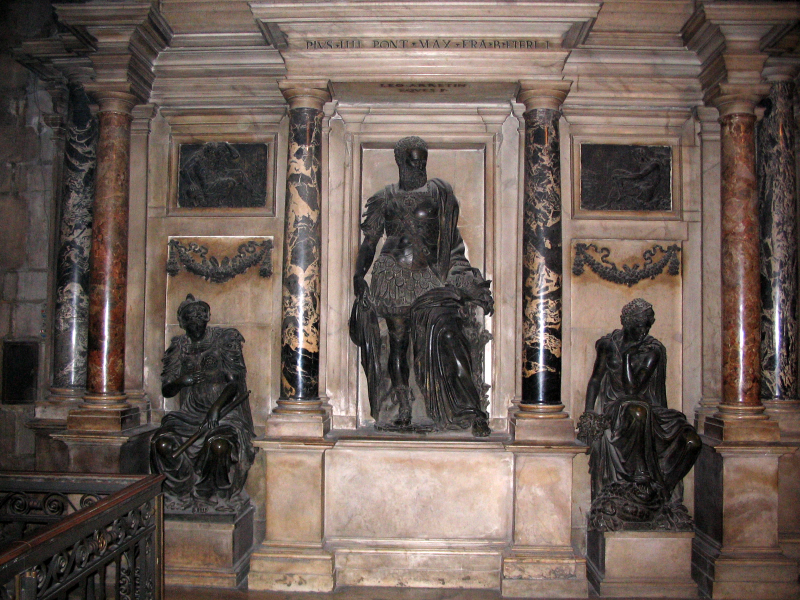
Le monument funéraire.
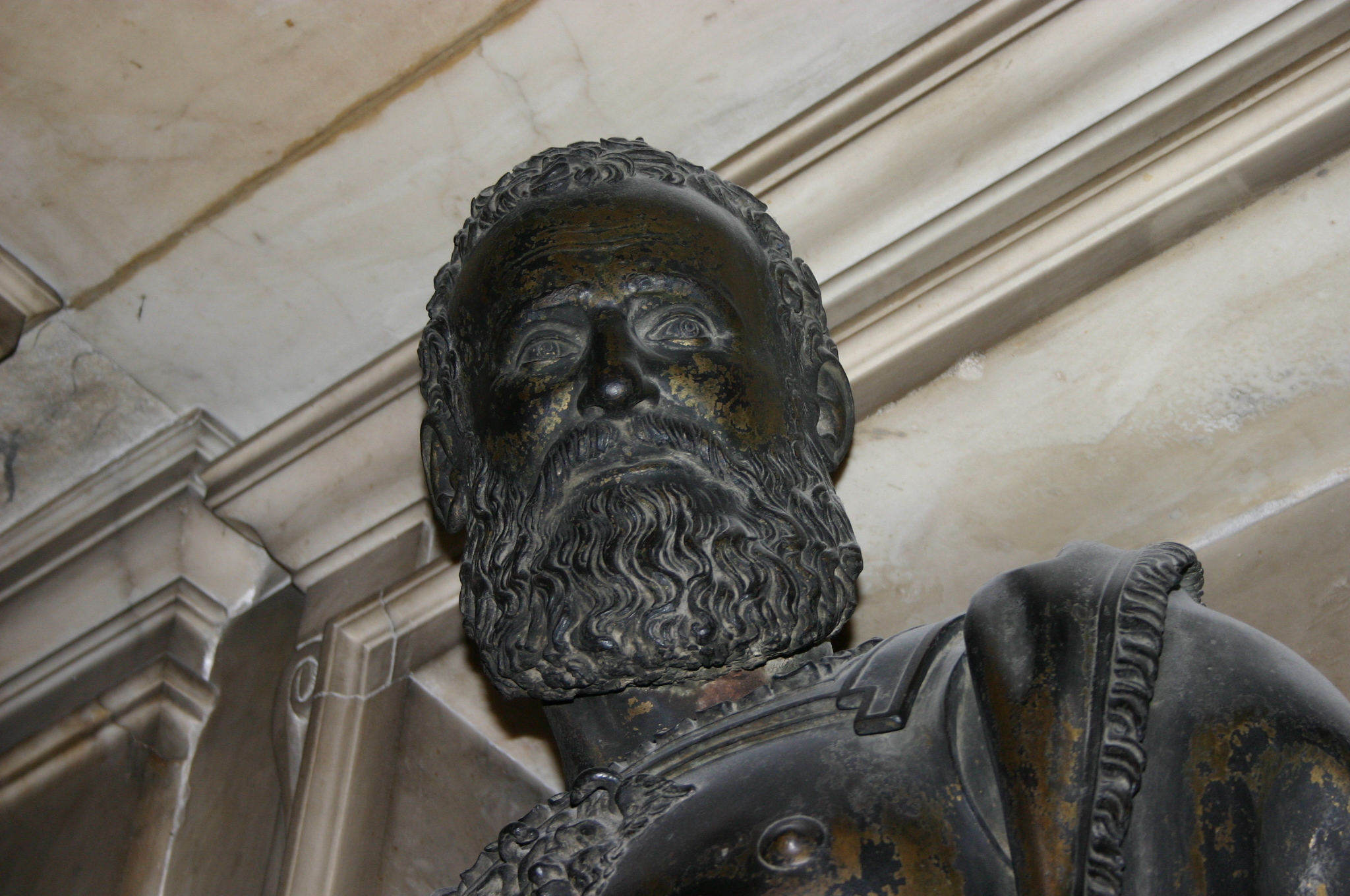
Son effigie.